# Túnel rodoviário do Fréjus

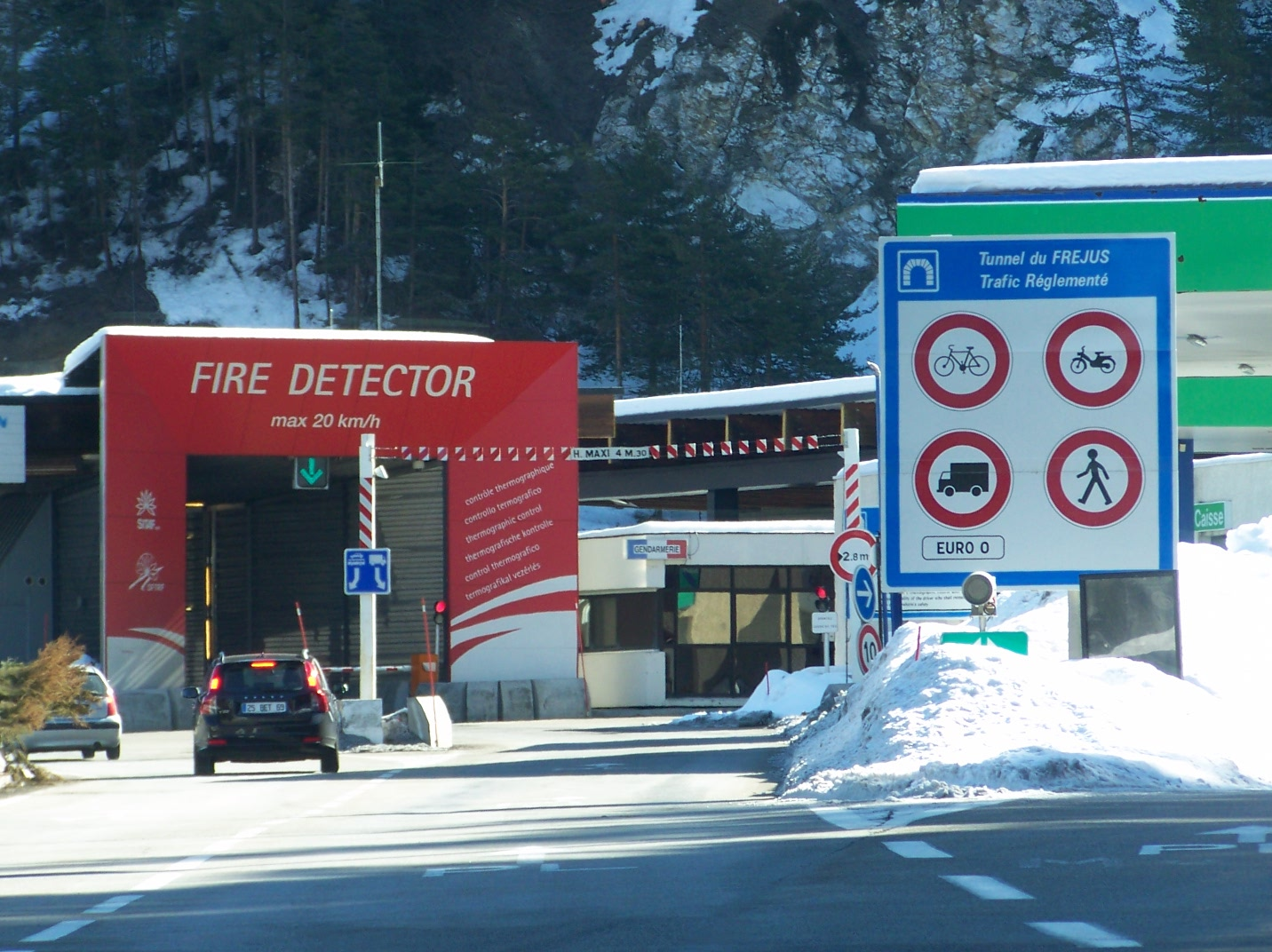
Entrada do lado francês

O Túnel rodoviário do Fréjus liga liga Modane na Saboia, França e Bardonecchia no Piemonte, Itália,  no Vale de Susa.
Com um só tubo, o Túnel do Fréjus é bidirecional, tem um de comprimento de 12,9 km. Do lado francês está ligado à auto-estrada A43 e do lado italiano à A32.
Ainda que recente, pois inaugurado em 1980, depois do incêndio do Túnel do Monte Branco, sofreu vários melhoramentos como a criação de uma galeria de socorro, trabalhos que não impediram que tivesse havido um incêndio que causou a morte de dois viajantes, mas o dispositivo estando em ordem, o incêndio foi rapidamente dominado, e o túnel foi aberto dois meses depois, a 5 de Agosto de 2005.
Sensivelmente a meio do túnel encontra-se uma experiência coordenada pela Organização Europeia para a Pesquisa Nuclear (CERN), a Large International Underground Laboratory at Fréjus (LIULF).